# 小野尚
小野 尚（おの ひさし、1959年10月17日 - ）は、日本の財務官僚。金融庁総務企画局総括審議官や、財務省関東財務局長等を経て、退官後、SBI生命保険代表取締役社長、SBI損害保険代表取締役社長、金融サービス仲介業協会副会長を歴任した。

## 人物・経歴
宮崎県出身。1983年 東京大学教養学部卒業、大蔵省入省。大臣官房調査企画課。1987年 佐世保税務署長。
2003年 金融庁検査局総務課調査室長。2004年 金融庁監督局保険課長。2006年 財務省国際局地域協力課長。2008年 金融庁総務企画局信用制度参事官。2010年 金融庁総務企画局企画課長。2011年 金融庁総務企画局参事官（信用担当）。2012年 金融庁総務企画局参事官（監督局担当）。2013年 復興庁統括官付審議官。2014年 金融庁総務企画局審議官（企画・市場・官房担当）。同年財務省関東財務局金融商品取引所監理官。2015年 金融庁総務企画局総括審議官。2016年 財務省関東財務局長。2017年金融安定監理官兼務。同年退官、Profit Cube Inc.顧問、ミュージックセキュリティーズ顧問、日本信用情報機構常務執行役員。2018年日本信用情報機構取締役、SBIホールディングス常務取締役、SBIネオファイナンシャルサービシーズ取締役。2019年 SBI生命保険代表取締役社長、SBI地域事業承継投資取締役、SBIホールディングス顧問、SBIインシュアランスグループ取締役。
2020年 全国団信推進協会業務執行理事。2021年 金融サービス仲介業協会代表理事副会長。
2024年 SBI生命保険の代表取締役社長を退任し、SBI損害保険代表取締役社長に異動した。